# It don't mean a thing
It don't mean a thing er en dansk animationsfilm fra 1967, der er instrueret af Flemming Quist Møller efter eget manuskript.

## Handling
Et eventyr om hvordan prinsessen, der ikke ville røre på sig, til sidst bringes til at danse, fortalt i en kombination af tegne- og realfilm.